# Дик Адвокаат
Дирк Николаас Адвокаат (на нидерландски: Dirk Nicolaas Advocaat), по-известен като Дик Адвокаат, е бивш нидерландски футболист и настоящ треньор, роден на 27 септември 1947 г. в Хага.

## Биография
Като треньор има значително повече успехи, отколкото като футлобист. Извежда Нидерландия на четвъртфинал на Световното първенство в САЩ и на полуфинал на Евро 2004; взима участие и на Световното първенство през 2006 г. като треньор на Южна Корея. Със Зенит Санкт Петербург печели Купата на УЕФА, Суперкупата на Европа, Руската Премиер Лига и Суперкупата на Русия. Начело на ПСВ Айндховен става шампион на Ередивизи и печели Купата на Нидерландия и две Купи Йохан Кройф. Като треньор на Глазгоу Рейнджърс печели две шампионски титли и две Купи на Шотландия, както и Купата на лигата.